# Атена-Лукана
Атена Лукана (итал. Atena Lucana) — город в Италии, расположен в регионе Кампания, подчинён административному центру Салерно. Название, судя по всему, происходит от долатинского корня «атер», означающего «чёрный», и относящегося к протекающей сквозь город реке; уточнение «Лукана» было добавлено в XIX веке.
Покровителем города почитается святитель Власий Севастийский, празднование 3 февраля.

## История
Атена-Лукана является старейшим городом долины Диано: здесь найден некрополь, датируемый VII—VI веками до н. э. — следовательно, здесь уже в то время был крупный греческий город. В V веке до н. э. здесь стали расселяться луканы, и этот город стал одним из 12 городов их конфедерации. После войны римлян с Пирром в III веке до н. э. этот город перешёл в орбиту влияния Рима. После Союзнической войны город вошёл в трибу Помптина. О том, что город Атена имел в то время очень важное значение, может свидетельствовать тот факт, что в римские времена долина Диано носила название «Кампус Атинас», и под этим названием упоминается у Плиния-старшего и Цицерона.
В IX—X веках из-за нашествия варваров и набегов сарацин город был уничтожен, а его обитателям пришлось перебраться на холм и построить там город в средневековом стиле — со стенами, башнями и входными воротами. С XIII века город становится владением рода Сансеверино, и это длилось до XVI века, когда Ферранте Сансеверино был лишён всех своих владений и их пустили с молотка; за 25 тысяч дукатов Атена была приобретена князем ди Стильяно. В 1576 году владельцем этих земель стал Караччоло (маркиз Бриенцы), в 1639 году получивший титул князя. Караччоло оставались владельцами этих земель вплоть до ликвидации феодализма.
В 1656 году город сильно пострадал от чумы, и лишь к середине XVIII века его население опять возросло до прежних значений. В 1799 году Атена приняла участие в якобинской революции.